# Klaas van der Zwaag
Klaas van der Zwaag (Barneveld, 14 september 1955 – aldaar, 2 oktober 2024) was een Nederlands schrijver en kerk- en religiejournalist van het Reformatorisch Dagblad. Hij was voorzitter van de redactie van het blad Zicht, orgaan van het Wetenschappelijk Instituut van de Staatkundig Gereformeerde Partij (SGP), redactielid van het blad Soφie, periodiek van de Stichting voor Christelijke Filosofie, en hoofdredacteur van het magazine Protestants Nederland.

## Loopbaan
Van der Zwaag studeerde filosofie en theologie aan de Vrije Universiteit Amsterdam. Van der Zwaag publiceerde verschillende historische studies, waaronder in 1999 een dissertatie over artikel 36 van de Nederlandse Geloofsbelijdenis: Onverkort of gekortwiekt. Hierin ging hij vooral op zoek naar de betekenis van de zinsnede: om te weren en uit te roeien alle afgoderij en valse godsdienst, om het rijk van den antichrist te gronde te werpen, die in 1905 door de Gereformeerde Kerken in Nederland was geschrapt. Deze passage is echter essentieel voor de theocratische politiek van de SGP. Van der Zwaag verdedigde in zijn boek de visie van deze politieke partij. 
Veel opschudding in bevindelijk gereformeerde kring veroorzaakte zijn boek Afwachten of verwachten? De toe-eigening des heils in theologisch en historisch perspectief. Dit boek (ruim 1100 pagina's) verscheen in het najaar van 2003 en geeft een historisch en theologisch overzicht van de uiteenlopende visies op de 'toe-eigening des heils' (de gereformeerde leer hoe een zondig mens tot geloof komt en voor eeuwig behouden wordt). Hij concludeerde dat in de bevindelijk gereformeerde kerken en met name de Gereformeerde Gemeenten, waar hij zelf lid van was, niet altijd bijbels wordt gedacht en gepreekt over geloof en bekering tot God. De Gereformeerde Gemeente van Barneveld weigerde Van der Zwaag toegang tot het Heilig Avondmaal en stelde hem onder censuur.
Vanwege de gevoeligheid binnen de achterban en omdat het een van zijn personeelsleden betrof berichtte het Reformatorisch Dagblad nauwelijks over de kwestie. In onder meer Trouw en het Nederlands Dagblad werd over de kwestie wel uitvoerig bericht. In 2007 werd auteur Mr. A.A. (Bram) Bart uit Krabbendijke om dezelfde reden onder censuur gezet vanwege zijn boek Waar staan de Gereformeerde Gemeenten?.
In 2008 publiceerde Van der Zwaag een geheel herziene editie van een eerdere uitgave uit 1993 van de studie Augustinus, de kerkvader van het westen. Zijn leven, zijn werk, zijn invloed.